# قطعنامه ۱۲۶۳ شورای امنیت
قطعنامه ۱۲۶۳ شورای امنیت سازمان ملل متحد که در تاریخ ۱۳ سپتامبر ۱۹۹۹ تصویب شد، سندی بین‌المللی دربارهٔ بررسی وضعیت صحرای غربی است. این قطعنامه طی نشست ۴۰۴۴ام با ۱۵ رای موافق، ۰ مخالف و ۰ ممتنع تصویب شد.